# 拉维·尚卡尔·艾索拉
拉维·尚卡尔·艾索拉（英語：Ravi Shankar Aisola，1959年1月3日—），印度外交官，曾任印度駐寮國大使、印度駐加拿大溫哥華總領事等職務。

## 經歷
拉维·尚卡尔·艾索拉出生於1959年1月3日。在海得拉巴大學獲得了英語碩士學位文憑。
1986年加入印度外事服務。曾在印度駐巴黎、阿比讓、大馬士革和布達佩斯的使團擔任不同職務，2012年8月7日，出任印度駐溫哥華總領事。在被派往溫哥華之前，曾任職於外交部海得拉巴分秘書處，擔任聯秘、負責人。
2015年5月20日，被任命爲下一任印度駐寮國大使。2015年8月7日至2019年1月31日，擔任印度駐寮國大使。

## 個人生活
妻子普丽蒂·艾索拉是一位作家、小說家。